# Prix de photographie de Sagamihara
Le prix de photographie de Sagamihara (フォトシティさがみはら, Fotoshiti Sagamihara, PCS) est une récompense attribuée annuellement par la ville de Sagamihara, Japon, dans la préfecture de Kanagawa, depuis 2001.

## Présentation
Il y a quatre types de prix : le prix principal pour les  professionnels (さがみはら写真賞), Sagamihara shashinshō), des prix pour les nouveaux professionnels ((さがみはら写真新人奨励賞), Sagamihara shashin shinjin shōrei-shō), un prix pour les photographes asiatiques (さがみはら写真アジア賞), Sagamihara shashin Ajia-shō) (dans lequel asiatique est indiqué pour exclure les Japonais), et différents prix pour les amateurs ((さがみはらアマチュア写真グランプリ), Sagamihara amachua shashin guranpuri). Les photos primées sont exposées dans le « musée des citoyens » de Sagamihara.

## Lauréats - Catégorie professionnels
- 2001, Ryūichi Hirokawa[1]
- 2002, Hiroh Kikai[2]
- 2003, Hiromi Nagakura[3]
- 2004, Seiichi Furuya[4].
- 2005, Masaru Gotō[5].
- 2006, Shisei Kuwabara[6].
- 2007, Hiroshi Watanabe[7].
- 2008, Masataka Nakano[8].
- 2009, Eiji Ina[9].
- 2010, Naoki Ishikawa[10].
- 2011, Mao Ishikawa[11]
- 2012, Keizō Kitajima[12]
- 2013, Lieko Shiga[13]
- 2014, Osamu James Nakagawa[14]
- 2015, Risaku Suzuki[15]
- 2016, Osamu Funao[16]
- 2017, Noboru Hama[17]
- 2018, Keiji Tsuyuguchi[18]
- 2019, Junichi Ota[19]
- 2020, Keijiro Kai[20]
- 2021, la compétition est annulée[21]
- 2022, Jun Kamata (ja) décline le prix[22],[23]
- 2023, Koichi Watanabe[24]

## Source de la traduction
- (en) Cet article est partiellement ou en totalité issu de l’article de Wikipédia en anglais intitulé « Photo City Sagamihara » (voir la liste des auteurs).